# کیش‌راکوش
کیش‌راکوش (به مجاری:  Kisrákos) یک شهرداری در مجارستان است که در واش واقع شده‌است. کیش‌راکوش ۱۱٫۰۶ کیلومتر مربع مساحت و ۲۱۷ نفر جمعیت دارد.